# Sandholmen
Ne doit pas être confondu avec Sandholmen (Fedje) ou Sandholmen (Sveio).
Sandholmen est une île norvégienne du comté de Hordaland appartenant administrativement à Austevoll.

## Description
Rocheuse et couverte d'une légère végétation, elle s'étend sur environ 251 m de longueur pour une largeur approximative de 97 m.